# 근골격계 장애

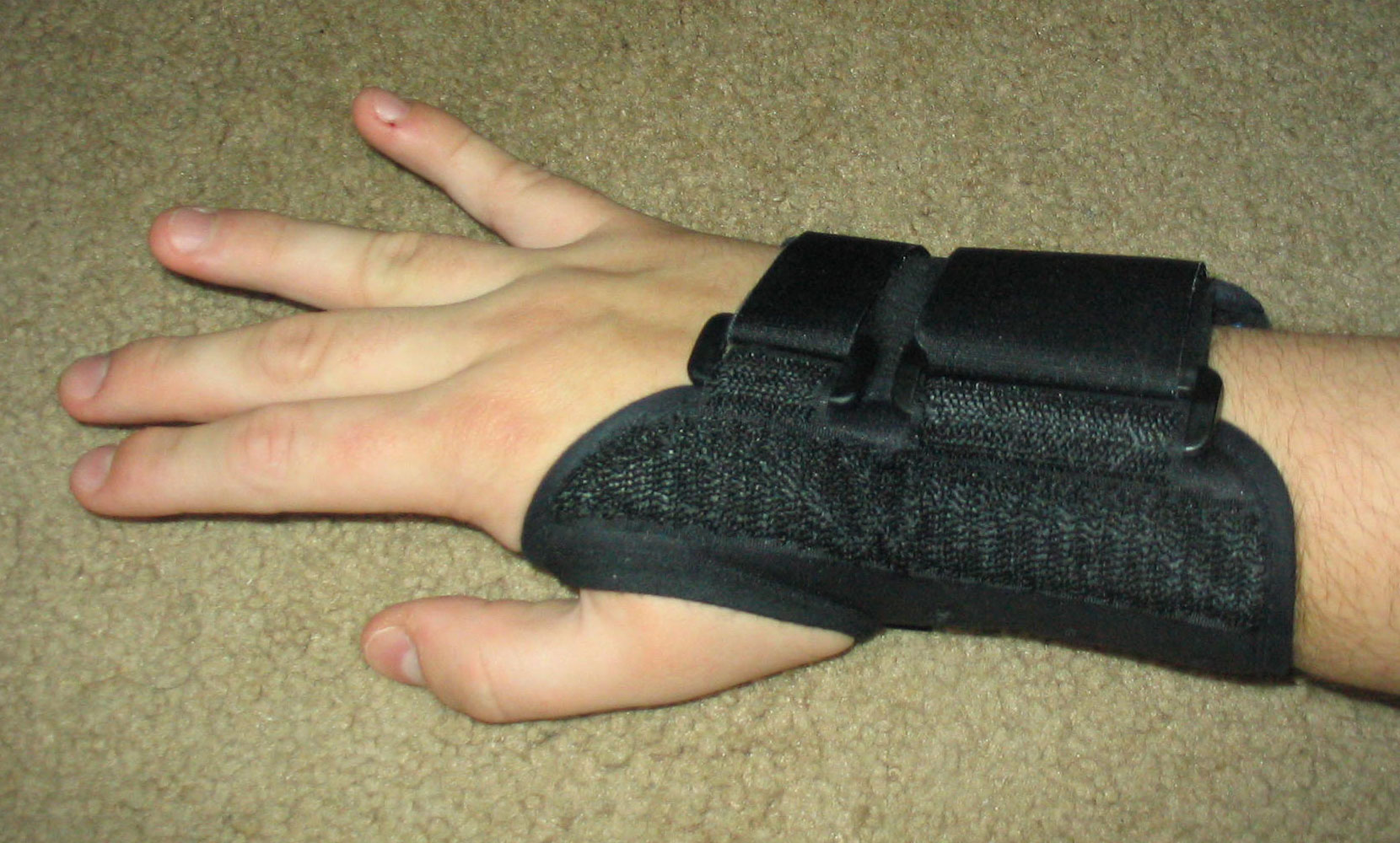

근골격계 장애(MSD)는 관절, 인대, 골격근, 신경, 힘줄, 팔다리, 목, 등을 지지하는 구조를 포함하는 인간 근골격계의 부상 또는 통증이다. 근골격계 장애는 갑작스러운 운동(예: 무거운 물체 들어 올리기)에서 발생할 수 있으며, 동일한 동작을 반복적으로 반복적으로 긴장시키거나 힘, 진동 또는 어색한 자세에 반복적으로 노출될 때 발생할 수 있다. 교통사고나 낙상과 같은 급성 외상성 사건으로 인한 근골격계의 부상과 통증은 근골격계 질환으로 간주되지 않다. 근골격계 장애는 등 상부 및 하부, 목, 어깨 및 사지(팔, 다리, 발 및 손)를 포함하여 신체의 많은 다른 부분에 영향을 미칠 수 있다. 근골격계 장애의 예로는 수근관 증후군, 건염, 추간원판탈출증, 긴장성 목 증후군 등이 있다.

## 원인
근골격계 장애는 신체적 요인과 인체공학적, 심리적, 사회적 및 직업적 요인의 상호 작용으로 인해 발생할 수 있다.

### 생체 역학
근골격계 장애는 작업을 수행하기 위해 적용해야 하는 힘, 적용되는 힘의 지속 시간 및 작업 수행 빈도인 생체역학적 부하로 인해 발생한다. 무거운 짐을 싣는 활동은 급성 부상을 초래할 수 있지만 대부분의 직업 관련 근골격계 장애는 반복적인 동작이나 정적인 자세 유지로 인해 발생한다. 많은 힘이 필요하지 않은 활동이라도 짧은 간격으로 충분히 자주 반복하면 근육 손상이 발생할 수 있다. 근골격계 장애 위험 요인에는 무거운 힘, 반복 또는 중립적이지 않은 자세를 유지하는 작업이 포함된다. 특히 우려되는 것은 무거운 하중과 반복의 조합이다. 잘못된 자세 가 요통의 원인이 되는 경우가 많지만 문헌을 체계적으로 검토한 결과 일관성 있는 연관성을 찾지 못했다.

### 개인차
사람들은 근골격계 장애에 걸리는 경향이 다양하다. 성별은 요인이며 여성이 남성보다 근골격계 장애 발생률이 더 높다. 비만도 요인이며, 과체중인 개인은 일부 근골격계 장애, 특히 허리에 더 높은 위험이 있다.

### 심리사회적
심리사회적 요인이 일부 근골격계 장애의 또 다른 원인이라는 합의가 높아지고 있다. 많은 연구자들에 의해 발견된 이러한 인과 관계에 대한 몇 가지 이론에는 근육 긴장 증가, 혈압 및 체액 압력 증가, 성장 기능 감소, 통증 감수성 감소, 동공 확장, 민감도가 높은 상태로 남아 있는 신체가 포함된다. 현재로서는 합의가 이루어지지 않았지만 작업장에서 근골격계 장애와 관련이 있는 것으로 밝혀진 작업장 스트레스 요인 중 일부는 높은 직무 요구, 낮은 사회적 지원 및 전반적인 직무 긴장을 포함한다. 연구자들은 직업 불만족과 근골격계 장애 사이의 인과 관계를 일관되게 확인했다. 예를 들어, 직무 만족도를 개선하면 업무 관련 허리 장애를 17~69% 줄일 수 있고 직무 제어를 개선하면 업무 관련 손목 장애를 37~84% 줄일 수 있다.

### 직업
노동자는 오랜 근무 기간 동안, 종종 수년 동안 동일한 자세를 유지하기 때문에 서 있는 것과 같은 자연스러운 자세도 요통과 같은 근골격계 장애로 이어질 수 있다. 상체의 비틀림이나 긴장과 같이 덜 자연스러운 자세는 일반적으로 이러한 자세의 부자연스러운 생체역학적 부하로 인해 근골격계 장애 발달에 기여한다. 자세가 목, 어깨 및 등의 근골격계 장애에 기여한다는 증거가 있다. 반복적인 동작은 근로자가 장기간에 걸쳐 동일한 동작을 반복적으로 수행할 수 있기 때문에(예: 수근관 증후군으로 이어지는 타이핑, 디스크 탈출로 이어지는 무거운 물체 들어 올리기) 작업성 근골격계 장애의 또 다른 위험 요소이다. 해당 동작에 관련된 관절과 근육. 회복 시간이 거의 없이 높은 작업 속도로 반복적인 동작을 수행하는 작업자와 동작 타이밍을 거의 또는 전혀 제어할 수 없는 작업자(예: 조립 라인의 작업자)도 작업 동작으로 인해 근골격계 장애에 걸리기 쉽다. 더 많은 힘이 필요한 움직임은 근육을 더 빨리 피로하게 하여 부상 및 통증을 유발할 수 있기 때문에 작업에서 작업을 수행하는 데 필요한 힘은 근로자의 근골격계 장애 위험 증가와도 연관될 수 있다. 또한 진동(예: 트럭 운전사 또는 건설 근로자가 경험함) 및 극도로 덥거나 추운 온도에 노출되면 작업자의 힘과 강도를 판단하는 능력에 영향을 미쳐 근골격계 장애가 발생할 수 있다. 진동 노출은 또한 손-팔 진동 증후군과 관련이 있는데, 이는 손가락에 대한 혈액 순환 부족, 신경 압박, 따끔거림 및 무감각 증상을 나타낸다. 최근의 역학 연구에서는 성별과 관련된 직종(예: 미용사)의 근로자들 사이에서 근골격계 장애 발생의 중요한 위험 요인으로 성별을 확인했다.

## 진단
근골격계 장애 평가는 증상 및 통증에 대한 자가 보고와 의사의 신체 검사를 기반으로 한다. 의사는 병력, 레크리에이션 및 직업적 위험, 통증의 강도, 통증의 원인을 찾기 위한 신체 검사, 때때로 실험실 테스트, X-레이 또는 MRI에 의존한다 근골격계 장애는 통증의 위치, 유형 및 강도뿐만 아니라 환자가 경험하는 제한적이거나 고통스러운 움직임의 종류에 따라 결정된다. 근골격계 장애의 인기 있는 척도는 다양한 부위에 라벨을 붙인 신체 사진이 있고 개인에게 통증을 경험한 부위와 정상적인 활동을 방해하는 통증 부위를 표시하도록 요청하는 노르딕 설문지이다. 최신 기계 학습 알고리즘은 3D 모션 캡처 시스템에서 캡처한 보행 패턴에서 근골격계 질환을 진단할 수 있다.

## 같이 보기
- 수근관 증후군
- 요통
- 염좌
- 반복사용긴장성손상증후군